# Фомин, Константин Васильевич
Константин Васильевич Фомин (6 (19) декабря 1903, Харьков — 16 января 1964, Москва) — советский футболист, левый защитник. Заслуженный мастер спорта СССР (1936).
Средний из трёх братьев Фоминых (Владимира и Николай).

## Биография
Начал играть в 1913 в Харькове в детской команде «Штандарт». В ОЛС — 1922, «КФК» — 1923-25, «Динамо» (все — Харьков) —- 1926-28 (по август), 1930 (с июля)-34, «Динамо» (Москва) — 1928 (с сентября)-30 (по июнь), «Динамо» — 1935-36, «Локомотиве» (обе — Киев) — 1937-38.
В сб. Харькова — 1922-28 (по август), 1931-34, Киева — 1935-36, Москвы — 1929-30, Украины — 1924-35.
Чемпион СССР 1924; 2-й призёр чемпионата (и Всесоюзной Спартакиады) 1928; участник чемпионатов 1932 и 1935 (в них — 9 матчей). Чемпион Украины 1924, 1927-28, 1934. Неоднократный чемпион Харькова, чемпион Москвы 1930 (о).
2-й призёр чемпионата СССР 1936 (в). В чемпионатах СССР — 18 матчей («Локомотив» — 15 игр).
Капитан сборной Харькова — 1926-28, 1934, Киева — 1935-36, Украины — 1926-35, «Динамо» (Харьков) — 1930-34, «Динамо» (Киев) — 1935-36.
В списке 33 лучших футболистов СССР — № 1 (1933) и в «33-х» (журнал «ФиС»)— № 2 (1930) а также, вероятно, в «44-х» (журнал «ФиС») — № 1 (1928).
В сборной СССР (1932-35) — 9 неофициальных матчей.
Участник победных матчей сборной Украины и Харькова со сборной клубов Турции в 1931, 1933 и 1934, командой «Ред стар» (Париж, Франция) в 1935.
Один из лучших футболистов страны конца 1920-х — 1-й половины 1930-х. Быстрый, чрезвычайно жёсткий и самоотверженный, не щадил в борьбе за мяч ни себя, ни соперников. В числе первых в отечественном футболе овладел подкатом. Умел эффектно наносить удары по мячу, разворачивая в прыжке корпус на 180 градусов.
Вошёл в символическую сборную Харькова за 70 лет (1978).
Инспектор-методист Центрального стадиона им. В. И. Ленина (Москва) — 1959-64.
Участник гражданской и Великой Отечественной войн, кавалер орденов Красной Звезды и Отечественной войны II степени.
Скончался 16 января 1964 года после тяжелой болезни. Урна с прахом захоронена в колумбарии Донского кладбища.